# ایکس‌او (ناشر موسیقی)
ایکس‌او (انگلیسی: XO؛ که با نام ایکس‌او رکوردز نیز شناخته می‌شود) یک ناشر موسیقی کانادایی است که به‌طور مشترک توسط د ویکند، مدیر نوآوری او لا مار تیلور و مدیر برنامه‌هایش، امیر اسماعیلیان بنیان‌گذاری شده‌است. وسیم صلیبی نیز مدیر عامل اجرایی ایکس‌او است. تا سال ۲۰۱۲، ایکس‌او یک شرکت تابعه از ریپابلیک رکوردز، وابسته به گروه موسیقی یونیورسال بوده توزیع محصولات آن نیز از طریق همین شرکت انجام می‌گرفته است. هنرمندانی که اکنون آثار خود را از طریق این ناشر منتشر می‌کنند شامل د ویکند، بلی، ناو و بلک اطلس می‌شوند.